# 成山
成山（?—?），博尔济吉特氏，號心泉，一號樹堂，道光壬午科旗元，癸未科進士，满洲正蓝旗人（属正蓝旗蒙古姓满洲旗人）。
兄长为鄂山，嘉慶元年丙辰科进士；儿子葆謙是咸丰壬子科进士；妻子为棟鄂氏，总督铁保女；女儿是追封奉恩鎭國公載釗嫡妻。